# Chrom(IV)-oxid
Chrom(IV)-oxid (chemische Formel CrO2) ist das Oxid des vierwertigen Chroms. 

## Gewinnung und Darstellung
Erstmals synthetisiert wurde es durch Norman L. Cox, einem Chemiker bei DuPont, durch  Zersetzung von Chrom(VI)-oxid in der Gegenwart von Wasser bei Temperaturen um 500 °C und einem Druck von 200 MPa.

## Eigenschaften
Chrom(IV)-oxid ist ein brauner bis schwarzer Feststoff. Er ist ferromagnetisch, elektrisch leitfähig und kristallisiert in einer tetragonalen Rutil-Struktur.

## Verwendung
Als Magnetpigment wird Chrom(IV)-oxid in Magnetbändern für Audio- und Videokassetten und bei der elektronischen Datenspeicherung verwendet. Kommerziell wurde es von DuPont in den späten 1960er-Jahren als Aufzeichnungsmaterial unter dem Markennamen Crolyn auf den Markt gebracht.